# Teinobasis serena
Teinobasis serena là một loài chuồn chuồn kim trong họ Coenagrionidae.
Teinobasis serena được Lieftinck miêu tả khoa học năm 1932.